# من الأفضل الاتصال بسول (الموسم 4)
عُرض الموسم الرابع من المسلسل الدرامي التلفزيوني الأمريكي من الأفضل الاتصال بسول في 6 أغسطس 2018 واُختتم في 8 أكتوبر 2018. تم بث الموسم المكون من عشر حلقات ليلة الاثنين في الولايات المتحدة على إيه إم سي. تم إنشاء من الأفضل الاتصال بسول كفترة سابقة من مسلسل اختلال ضال بواسطة فينس غيليغان وبيتر غولد، وكلاهما عمل أيضًا في اختلال ضال.

## الحلقات
| ر. الإجمالي | ر. في الموسم | العنوان                          | المخرج         | الكاتب                 | تاريخ العرض الأصلي | عدد المشاهدات (بالمليون) |
| ----------- | ------------ | -------------------------------- | -------------- | ---------------------- | ------------------ | ------------------------ |
| 31          | 1            | «Smoke (دخان)»                   | مينكي سبيرو    | بيتر غولد              | 6 أغسطس 2018       | 1.77                     |
| 32          | 2            | «Breathe (تنفس)»                 | ميشيل ماكلارين | توماس شنوز             | 13 أغسطس 2018      | 1.55                     |
| 33          | 3            | «Something Beautiful (شيء جميل)» | دانيال ساكهايم | جوردون سميث            | 20 أغسطس 2018      | 1.51                     |
| 34          | 4            | «Talk (حديث)»                    | جون شبان       | هيذر ماريون            | 27 أغسطس 2018      | 1.53                     |
| 35          | 5            | «Quite a Ride (مطية تماما)»      | ميخائيل موريس  | آن تشيركيس             | 3 سبتمبر 2018      | 1.53                     |
| 36          | 6            | «Piñata (بينياتا)»               | أندرو ستانتون  | جينيفر هاتشيسون        | 10 سبتمبر 2018     | 1.40                     |
| 37          | 7            | «Something Stupid (شيء غبي)»     | ديبورا تشاو    | أليسون تاتلوك          | 17 سبتمبر 2018     | 1.35                     |
| 38          | 8            | «Coushatta (كوشاتا)»             | جيم مكاي       | جوردون سميث            | 24 سبتمبر 2018     | 1.37                     |
| 39          | 9            | «Wiedersehen (فيدرشين)»          | فينس غيليغان   | جينيفر هاتشيسون        | 1 أكتوبر 2018      | 1.35                     |
| 40          | 10           | «Winner (الرابح)»                | آدم بيرنستاين  | بيتر غولد & توماس شنوز | 8 أكتوبر 2018      | 1.53                     |

## وصلات خارجية
- من الأفضل الاتصال بسول (الموسم 4) على موقع ميتاكريتيك (الإنجليزية)
- من الأفضل الاتصال بسول (الموسم 4) على موقع روتن توميتوز (الإنجليزية)
- – الموقع الرسمي
- من الأفضل الاتصال بسول على نتفليكس (الاشتراك مطلوب)
- قائمة حلقات من الأفضل الاتصال بسول  على قاعدة بيانات الأفلام على الإنترنت